# Tobias Pettersson
Tobias Pettersson, född 21 april 1973 i Grebo, är en svensk artist och frilansjournalist.
Tillsammans med Michael Phalén var Tobias Pettersson också festivalgeneral för musikfestivalen Sköna Gröna Grebo som anordnades cirka 2004–2011.

## Karriär
Tobias Pettersson började sin skribentbana genom att skriva om nöje på tidningen Östgöten 1994. Efter det har han skrivit mestadels om nöje, kultur, resor och krogliv för Östgöta Correspondenten, Nolltretton/Nollelva, Linköpingsposten, Nolltvå, Klippet, Zero Music Magazine och Motala Tidning. Under 2020-talet har han haft Länstidningen Östergötland som främsta uppdragsgivare. Han hade under åren 2008–2010 en fast programpunkt i SR Östergötlands radioprogram Äntligen Fredag. År 2021 medverkade Pettersson i Sveriges Radios podd Snedtänkt och pratade om Subkulturen Östergötland. Han har även skrivit manus till serien "91:an".
Tobias Pettersson har dessutom framfört musik i ett antal olika konstellationer. Några av dessa är: Torbjörn & Nykomlingarna, Amalgam i Käften, Lolicon, Tobi Katoy & The Katoys, Snusk-Tobbe, Bête Noire, Tre O Comp samt 6.08.

## Diskografi
- Torbjörn & Nykomlingarna - Visst Svänger det (2006)
- Snusk-Tobbe - Första gången (2006)
- Snusk-Tobbe - Tvåan (2007)
- Bête Noire - En förlorad värld (2009)
- Bête Noire - De Överflödiga (2010)
- Bête Noire - Megatropolis (2011)